# Agave chiapensis
Agave chiapensis är en sparrisväxtart som beskrevs av Georg Albano von Jacobi. Agave chiapensis ingår i släktet Agave och familjen sparrisväxter. Inga underarter finns listade i Catalogue of Life.

## Bildgalleri

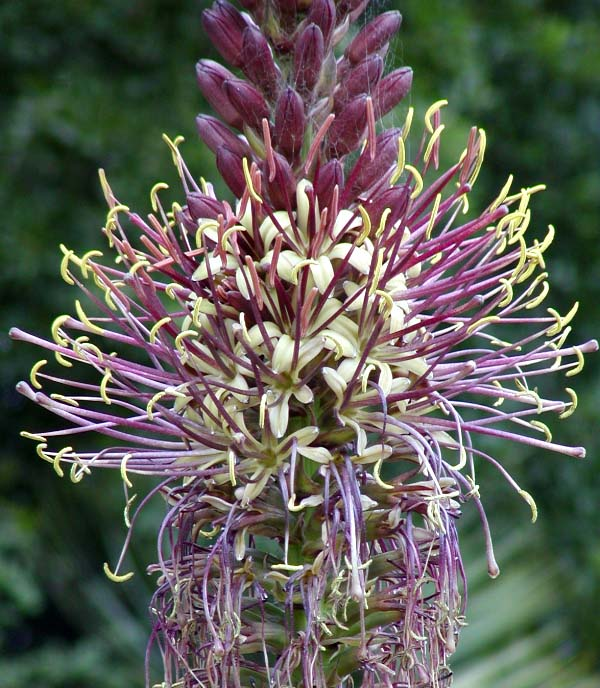
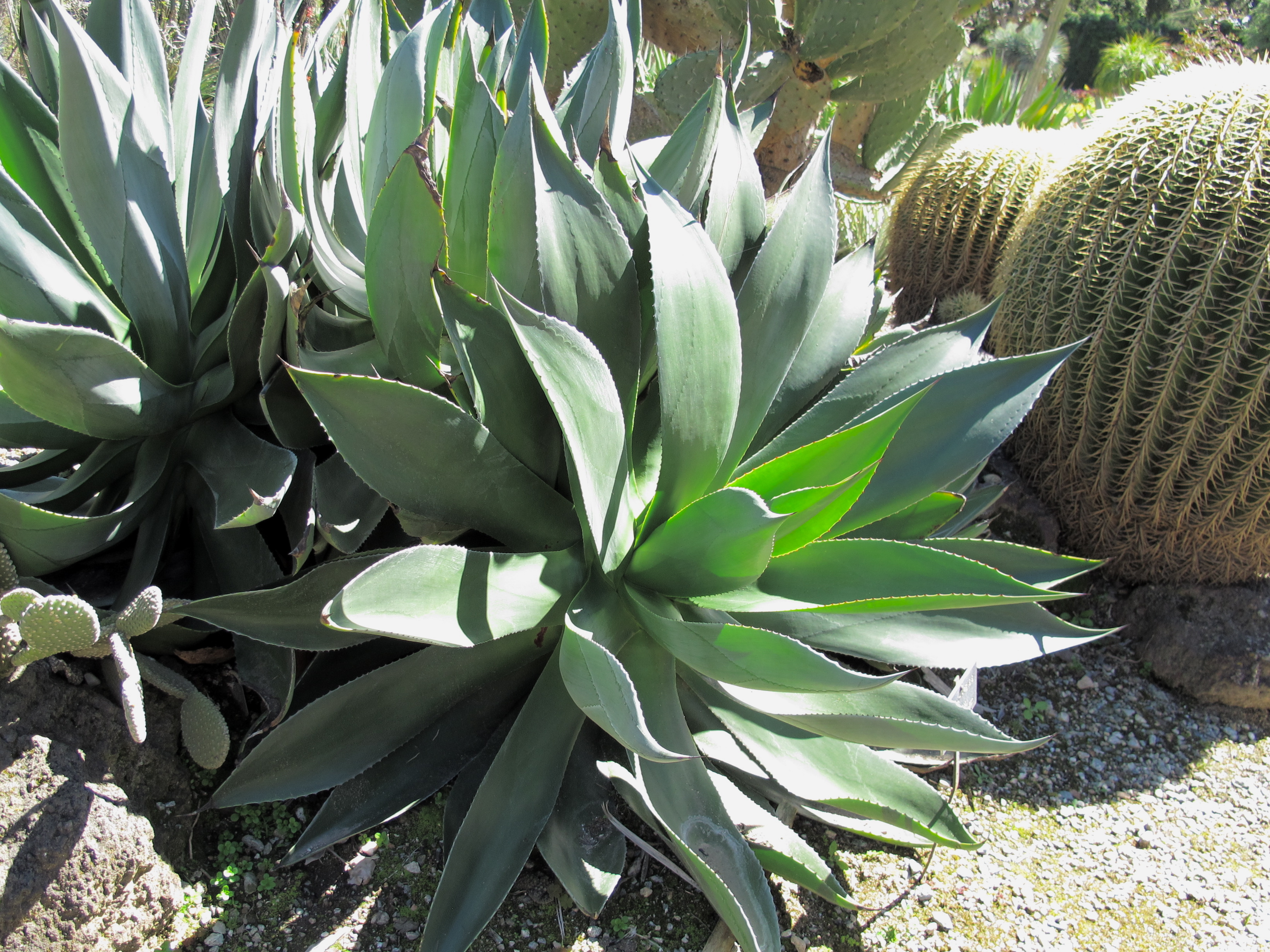
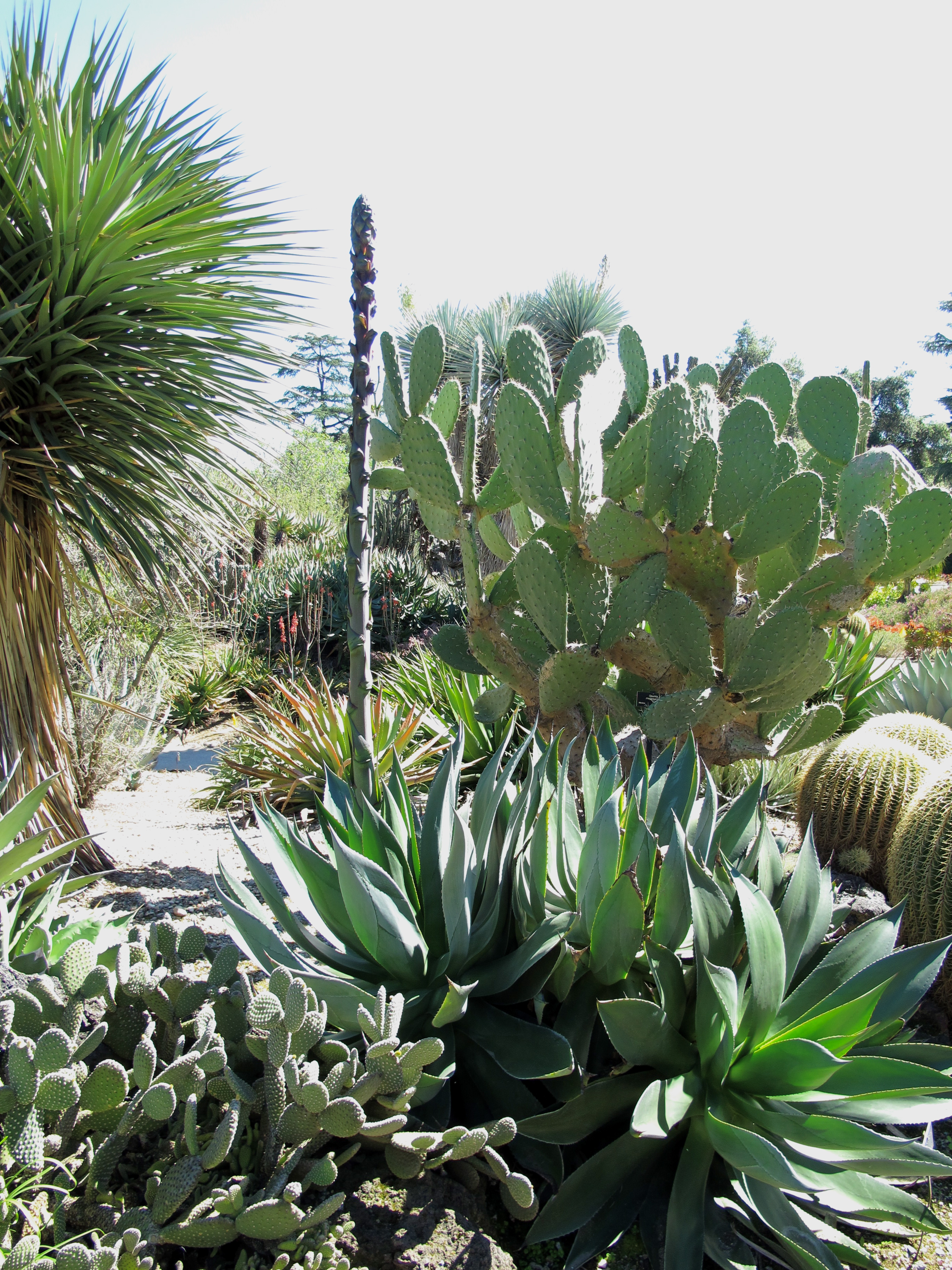